# Руси Петров
Руси Петров е български национален състезател по свободна борба, категория 90 кг. Възпитаник е на треньора Димитър Добрев.
През 1969 година печели сребърен медал на световния шампионат в Мар дел Плата. През 1971 г. става световен шампион на световното първенство по свободна борба, което се провежда в София. На следващата година става сребърен медалист на европейското първенство в Катовице.
През май 2009 е награден от Община Бургас с грамота за принос към българския спорт.